# Circolo polare

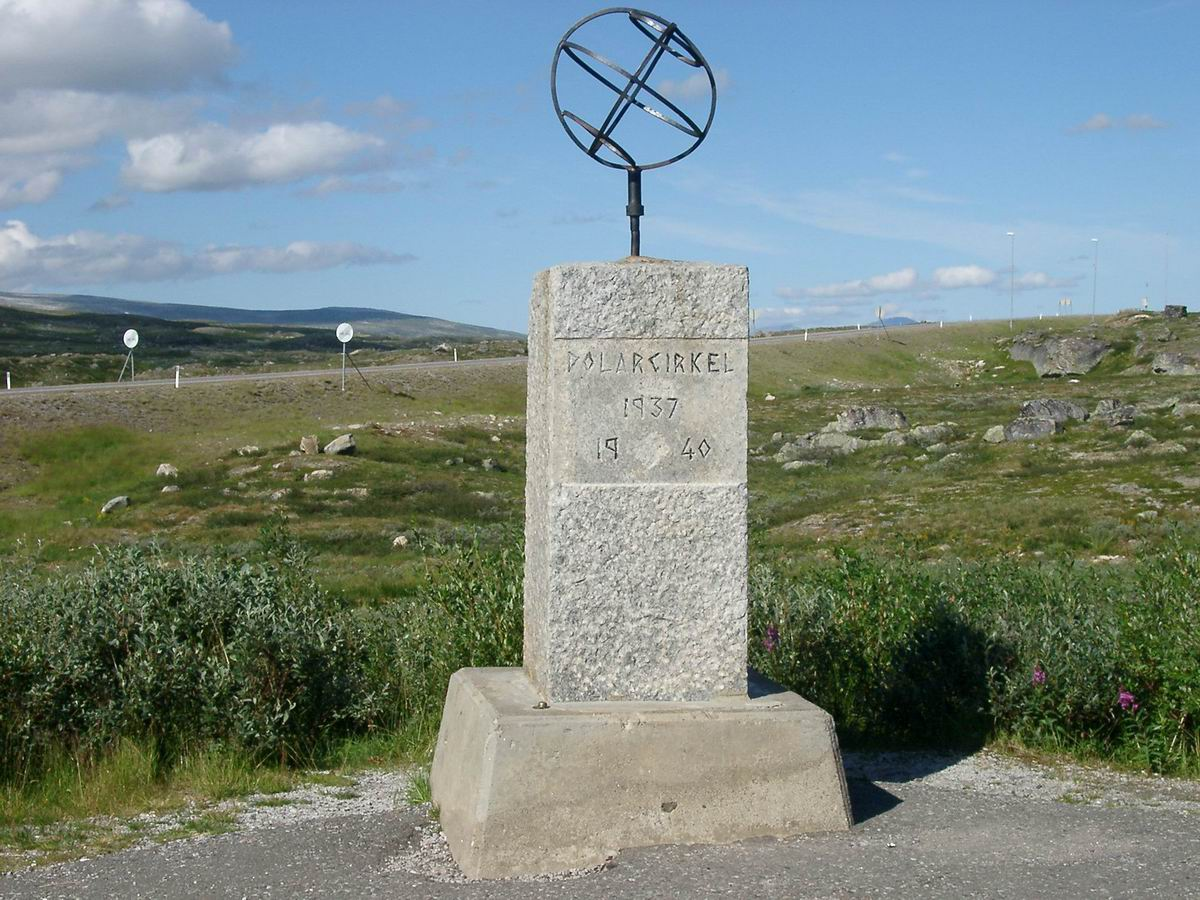
Il circolo polare artico in Norvegia.

Il circolo polare, sia artico che antartico, è il parallelo che circoscrive l'area attorno al polo, rispettivamente nord e sud, cui appartiene. 

## Descrizione
Il circolo polare attorno al polo nord prende il nome di circolo polare artico, mentre quello attorno al polo sud è detto circolo polare antartico. Le porzioni di superficie sferica racchiuse dai circoli polari vengono chiamate regioni polari o zone frigide, e hanno al loro centro il rispettivo polo geografico.
La latitudine dei circoli polari è di 66° 33′ 49″ (o 66,5636° in centesimali) ed è stata calcolata come la differenza tra la verticale (90°) dell'inclinazione dell'asse di rotazione della Terra e il piano dell'eclittica (23° 26′11″), coordinate attuali del tropico del cancro.
Poiché l'inclinazione dell'asse terrestre rispetto all'eclittica varia sensibilmente col passare del tempo, il valore di 66° 33′ 49″ per i due circoli polari è fissato per convenzione.
Caratteristica saliente dell'area compresa tra polo e circolo polare è il fatto che, almeno una volta all'anno, il Sole non sorge e non tramonta per 24 ore continuate, creando rispettivamente i fenomeni della notte polare e del giorno polare, o sole di mezzanotte. 
In estate il Sole si abbassa sull'orizzonte, senza mai tramontare. A mezzanotte esso tocca il punto più basso, che è tanto più alto in cielo quanto maggiore è la latitudine, e quindi ricomincia a salire. In inverno, invece, non sorge mai al di sopra dell'orizzonte, arrivando al massimo a schiarire il cielo con luce vespertina nelle ore centrali del giorno.

### Caratterizzazione delle zone polari
Le seguenti affermazioni sono sostanzialmente equivalenti e identificano con soddisfacente precisione (vedi annotazioni varie tra parentesi) i punti dell'area compresa tra polo e rispettivo circolo:
1. esiste almeno un giorno, solitamente il solstizio d'estate (21 giugno nell'emisfero nord), in cui il centro del Sole non scende mai sotto l'orizzonte (in realtà nei punti più vicini al circolo la quota minima raggiunta può essere impercettibilmente inferiore a 0, in quanto il minimo viene toccato in un momento in cui la declinazione solare non è esattamente la massima annuale).
2. esiste almeno un giorno, solitamente il solstizio d'inverno (22 dicembre nell'emisfero nord), in cui il centro del Sole non sale mai sopra l'orizzonte (in realtà nei punti più vicini al circolo la quota massima raggiunta può essere impercettibilmente superiore a 0, in quanto il massimo viene toccato in un momento in cui la declinazione solare non è esattamente la minima annuale).
3. l'escursione angolare dell'inclinazione solare stagionale, ovvero la differenza tra il maggiore dei massimi giornalieri e il minore dei massimi giornalieri (o equivalentemente tra gli estremi dei minimi) è superiore a quella giornaliera, ovvero la differenza tra il massimo di un dato giorno e il rispettivo minimo (uguale per tutti i giorni dell'anno nelle zone esterne ai tropici, a patto di trascurare la variazione della declinazione solare all'interno del giorno stesso, cambiamento che fa sì che anche in questo caso possano essere esclusi punti di una piccola fascia interna al circolo e/o inclusi punti di una piccola fascia esterna al circolo).
4. nei giorni degli equinozi, il Sole non supera mai l'altezza corrispondente all'inclinazione dell'asse terrestre, e non scende mai sotto l'orizzonte più dell'angolo pari alla stessa quantità (sempre senza considerare che in tali giorni la declinazione non resta esattamente nulla, ma varia e in particolare cambia di segno, fatto che però, ancora una volta, può soltanto influenzare i punti più vicini al circolo).